# مسجد ابن يوسف

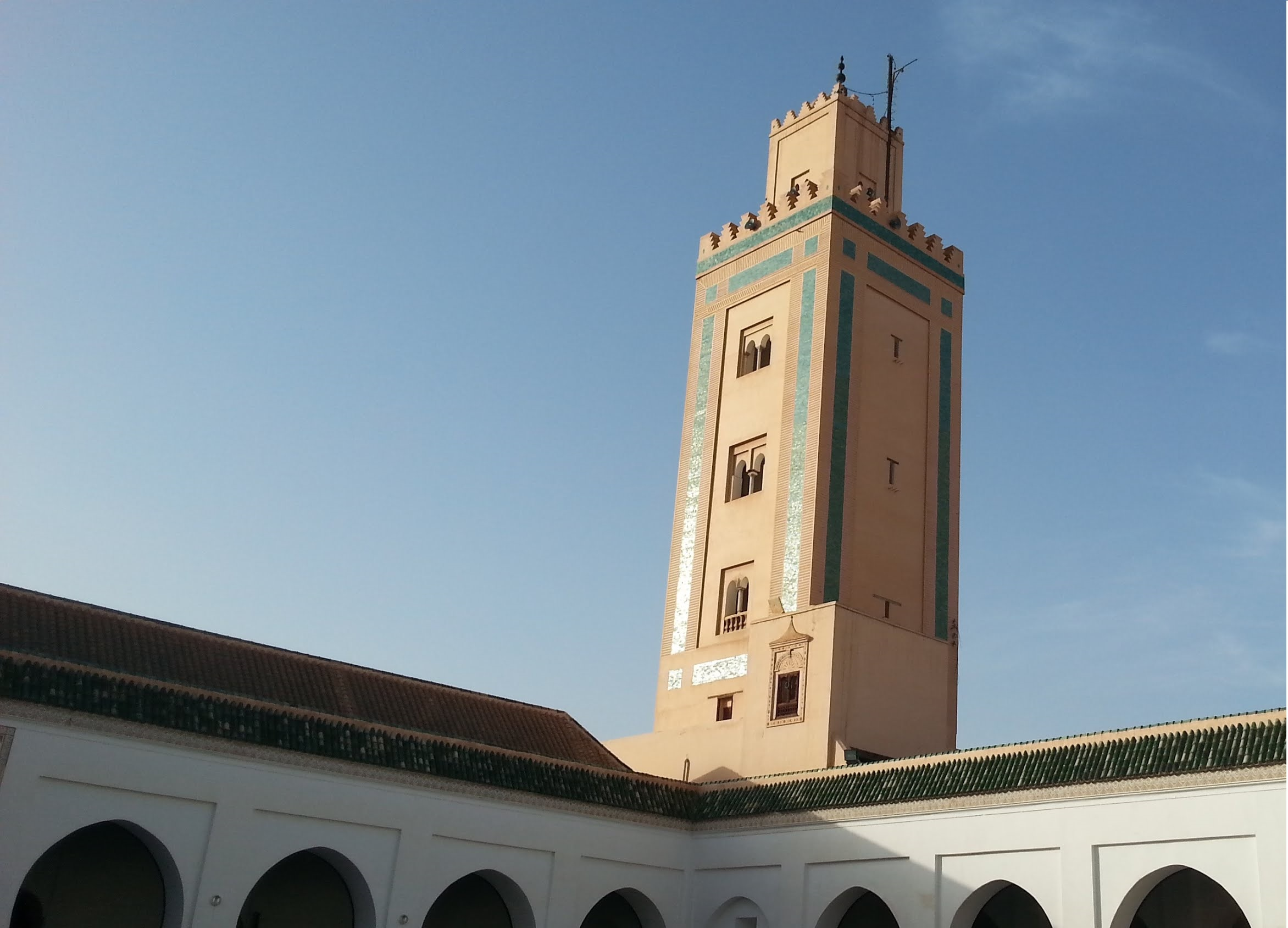
مسجد بن يوسف

مسجد بن يوسف، هو مسجد في حي مدينة عتيقة بمدينة مراكش بالمغرب، شيده الأمير علي بن يوسف بن تاشفين خامس حكام دولة المرابطين في المغرب والأندلس لذلك سمي المسجد باسمه. يمكن القول إنه أقدم وأهم مسجد في مراكش. وقد لعب المسجد دورًا مركزيًا في الحياة الدينية والعلمية للمدينة، خاصة في العهد المرابطي، حيث شكّل نقطة انطلاق لتطور العمارة الإسلامية في المغرب. تجاور المسجد مع مدرسة بن يوسف و خزانة ابن يوسف .لاحقًا عزز من مكانته كمركز علمي مرموق استقطب العلماء والطلبة من شتى أنحاء المغرب والأندلس. خضع المسجد عبر العصور لترميمات متعددة، أبرزها خلال العهد السعدي، مما ساهم في الحفاظ على عناصره المعمارية والزخرفية. ويُعدّ اليوم من أبرز معالم مراكش التاريخية والسياحية، ويستقطب الزوار والباحثين في فنون المعمار المغربي. يعكس المسجد مزيجًا غنيًا من الطرز المعمار المغربي الأندلسي، وهو نموذج رائد للعمارة الدينية في الغرب الإسلامي.

## التاريخ
شيد الأمير المرابط يوسف بن تاشفين أول مسجد في مراكش في سبعينيات القرن التاسع عشر، ليكون بمثابة المسجد الجماعي المركزي للمدينة. وكان أحد أوائل المباني من الطوب في المدينة، ويقال أن ابن تاشفين كان يعمل شخصياً في خلط الملاط ووضع الطوب. قام ابنه وخليفته علي بن يوسف ببناء مسجد مركزيًا جديدًا وكبيرًا، يُدعى مسجد الساقية («مسجد النافورة») بسبب النافورة الكبيرة ذات الحوض الرخام في فناءها. كلف ما يقرب من 60,000 دينار ذهبي، واكتمل في وقت ما بين 1121 و 1132. كان أكبر مسجد بني في إمبراطورية المرابطين، بقاعدة مستطيلة 120 × 80 مترًا، ومئذنة يقدر ارتفاعها بثلاثين مترًا. تم تنظيم تخطيط المدينة الجديدة حولها، وإلى جانب الأسواق المجاورة لها، شكلت مركز حياة مدينة مراكش. كانت قبة المرابطية القريبة واحدة من نوافير الوضوء الضخمة المرتبطة بها.
عندما هزم الموحدون المرابطين واستولوا على مراكش في أبريل 1147، اعتبر عبد المؤمن بن علي خليفة مؤسس دولة الموحدين أن المسجد الأصلي لديه خطأ توجيهي (كان محرابه يشير إلى حوالي ستة درجات جنوب مكة المكرمة) وتم هدمه على الفور. قام الموحدين ببناء مسجد مركزي جديد أعيد توجيهه. ومع ذلك، لم يتمكن الموحدون من إزالة تسميته الشعبية، وظل يُعرف باسم «مسجد علي بن يوسف».
تم تجديد مسجد ابن يوسف في عام 1563، بناءً على أوامر من سلطان المغرب السعدي عبد الله الغالب. في نفس الوقت تقريبًا، بدأ تخطيط المدينة في التغيير، مع وجود مناطق سكنية وأسواق جديدة تقع إلى الغرب، بجوار مسجد الكتبية ومسجد وجامع المواسين الجديد، مما أدى إلى تحويل مركز الجاذبية بعيدًا عن مسجد بن يوسف القديم. في مساحة فريبة، أقام السعديون كلية لاهُوتيّة جديدة كبيرة (المدرسة)، مدرسة بن يوسف في 1563-64، شرق المسجد مباشرةً، مما أعطاه حياة جديدة كمسجد للعلماء.
وبعد أن سقوط المسجد والخرابة خلال القرن السابع عشر والقرن الثامن عشر، أعيد بناؤه بالكامل تقريبًا في أوائل القرن التاسع عشر من قبل العلوية السلطان سليمان بن محمد، حيث بالكاد تبقى أي أثر للمرابطين أو الموحدون من تصميمه الأصلي.
وهي لا تزال اليوم واحدة من أهم المساجد في مراكش. تقليديًا، القاضي (مسجد ديني) في مسجد بن يوسف بالولاية القضائية على جميع مراكش، وحتى على المناطق النائية. لا يمكن للزوار غير المسلمين الوصول إليه

## البناء والترميم
لما أسس المرابطون مدينة مراكش وجعلوها عاصمة لدولتهم، توافد عليها العلماء وطلبة العلم، مما دفع الأمير علي بن يوسف بن تاشفين إلى إنشاء جامع يستجيب لحاجيات الأمة العلمية والدينية، فتم تشييده سنة 514هـ / 1120م، وأنفق على بنائه 70 ألف دينار. عرف المسجد باسم "جامع ابن يوسف"، كما سُمّي أيضًا بـ"جامع السقاية" لتواجد سقاية مقابله. وذكر أبو علي صالح المصمودي أن القبلة الأولى بُنيت في اتجاه معين، ثم غُيّرت لاحقًا إلى الموضع الحالي. كما توجد قبالة المسجد القبة المرابطية أو قبة الباروديين، وهي من أقدم البنايات الإسلامية الباقية في المدينة، وقد استخدمت كقاعة للوضوء. تُعد من أروع نماذج العمارة الأندلسية المرابطية رغم ما لحقها من دمار على يد الموحدين. ومن غرائب ما ورد في بناء المسجد أن الأمير علي بن يوسف استدعى أربعين فقيهًا من الأندلس لتحديد القبلة، منهم ابن رشد الجد ومالك بن وهيب، فأجمعوا على صحتها، ويُقال إن جامع ابن يوسف هو المسجد الوحيد في المغرب الأقصى الذي أُجمع فقهاؤه على صحة قبلته حين بنائه. بعد دخول الموحدين إلى مراكش، هدم عبد المؤمن الموحدي الجامع تنفيذًا لوصية ابن تومرت "لا تدخلوها حتى تطهروها"، معتبرين أن القبلة كانت منحرفة، لكن الحسن الوزان نفى ذلك واعتبر أن الهدم كان لدواعٍ سياسية لإزالة اسم علي بن يوسف. أُعيد بناء الجامع لاحقًا سنة 654هـ / 1256م على يد الأمير عمر عبد الله الموحدي، ثم جُدّد في العصر المريني، وفي عهد المولى سليمان العلوي سنة 1235هـ / 1819م، أُعيد ترميمه وبُنيت صومعته الحالية، بينما لا تزال أسس الصومعة القديمة قائمة إلى الغرب من المسجد. احتوى الجامع على خزانة كتب عظيمة، ضمّت نفائس المصاحف والمخطوطات، منها مصحف كتبه الأمير المرتضى بخط يده سنة 656هـ، حبسه على المسجد، وتفرقت أجزاؤه لاحقًا، وما زال بعضها محفوظًا في خزانة ابن يوسف.

## مكوناته
يتكوّن جامع بن يوسف من مجموعة من العناصر المعمارية التقليدية التي تميز المساجد في المغرب. يتمركز المسجد حول صحن واسع مكشوف، يُحيط به رواق من ثلاث جهات، وتفتح عليه قاعة الصلاة الكبرى عبر أقواس حجرية. تُعتبر قاعة الصلاة العنصر الرئيسي في المسجد، وتتميز بسقف خشبي مغطى بعوارض منقوشة وزخارف هندسية إسلامية. ويقع المحراب في جدار القبلة، ويُزين بالجص المنقوش بشكل دقيق، وتحيط به أعمدة وأقواس على الطراز المرابطي. أما المنبر، فقد كان متنقلاً ويُخرج في الجمعة والأعياد، وكان مصنوعًا من خشب الأرز المنقوش، ويشبه منابر جامع القرويين وجامع الكتبية. يضم المسجد أيضًا صومعة مربعة الشكل ذات طابع بسيط، أعيد بناؤها في عهد المولى سليمان سنة 1819م، وتزينها فتحات صغيرة وزخارف هندسية. ومن أبرز مرافقه القبة المرابطية المقابلة للمسجد، وكانت تُستخدم كقاعة للوضوء، وتُعد من أندر المعالم الإسلامية المرابطية الباقية. كما ضم المسجد خزانة كتب فريدة تحتوي على نفائس المخطوطات، من بينها مصحف حبسه الأمير الموحدي عمر عبد الله سنة 656هـ، ولا تزال بعض أجزائه محفوظة في خزانة ابن يوسف إلى اليوم.

## معرض الصور

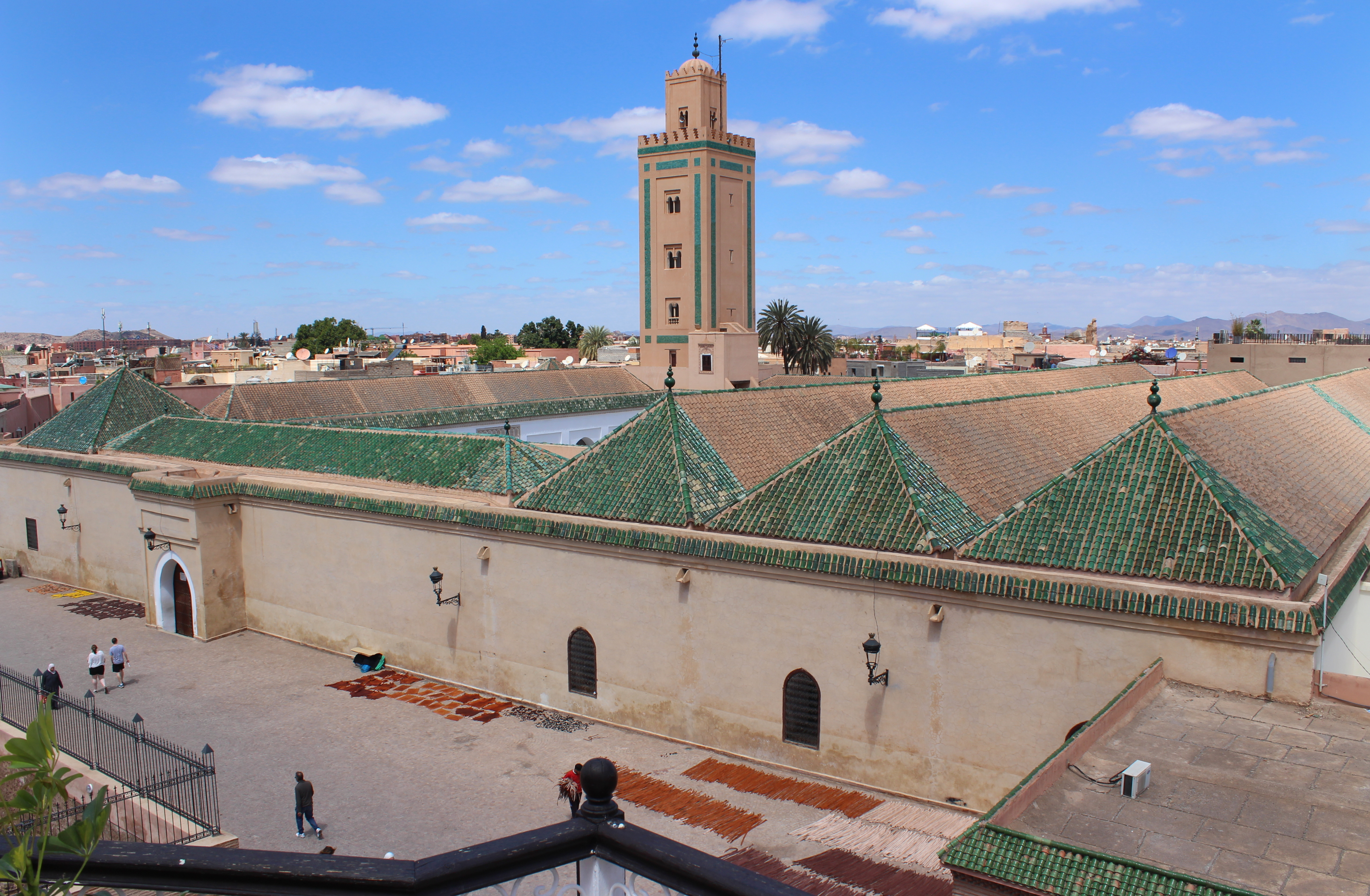
مسجد ابن يوسف
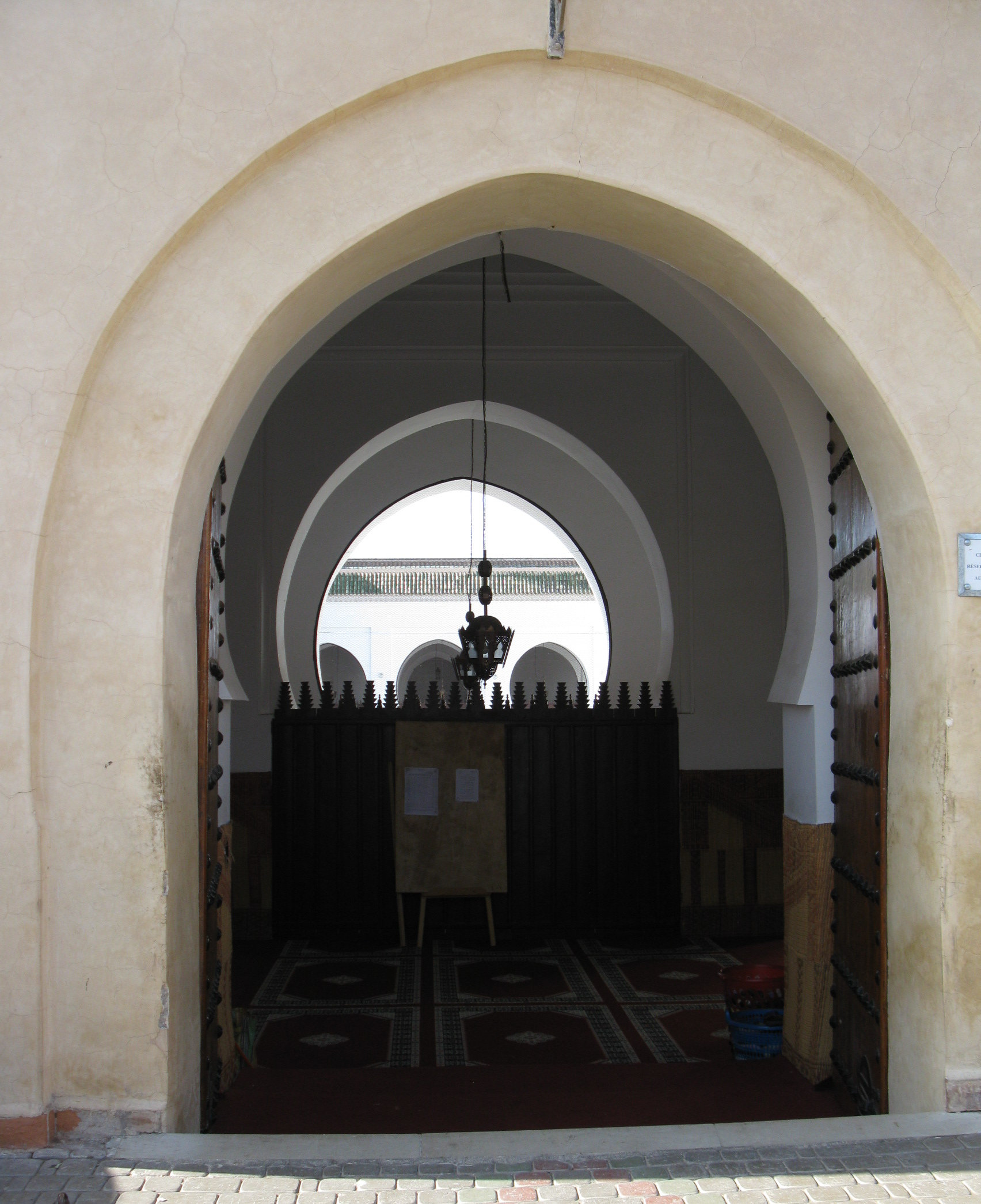
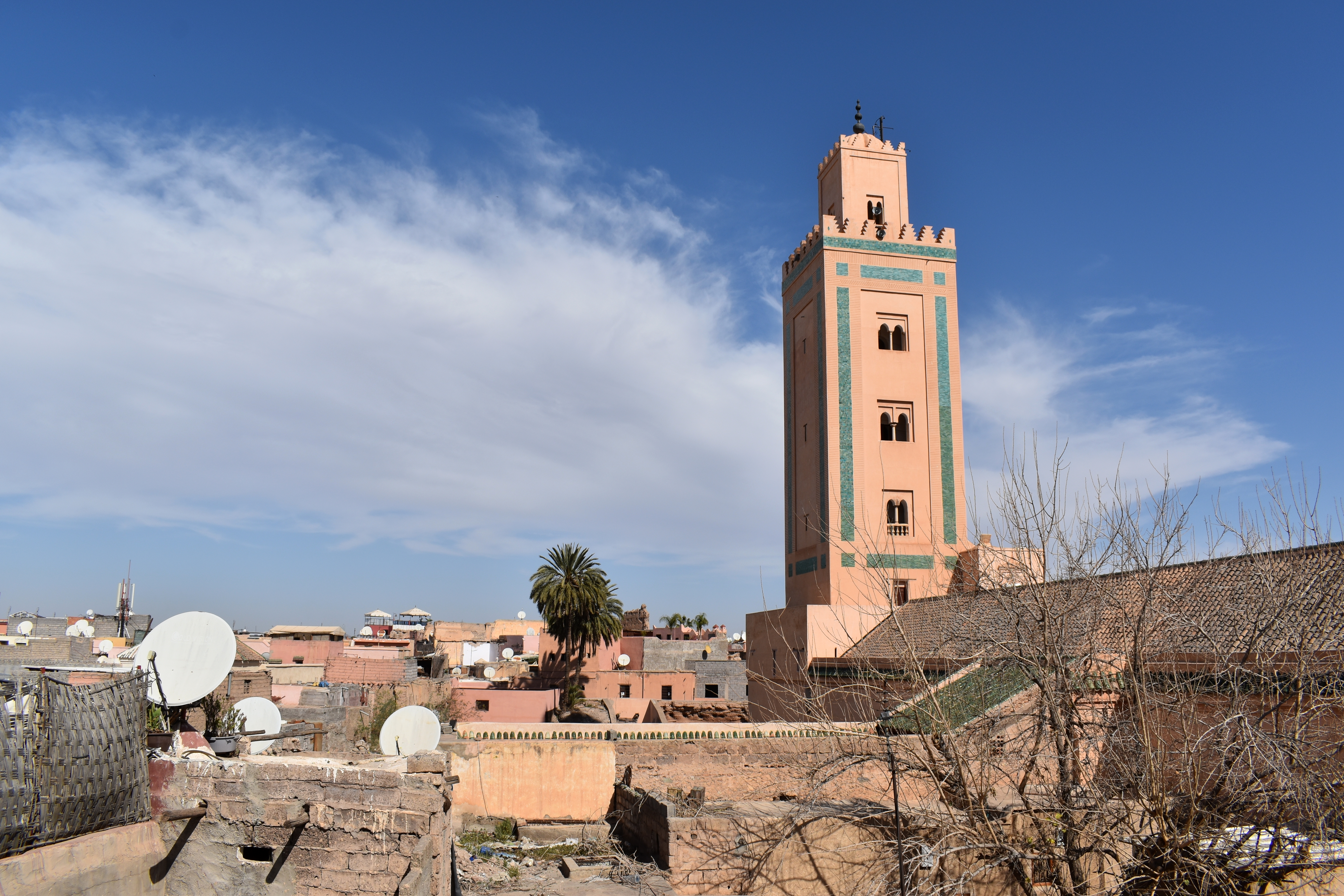
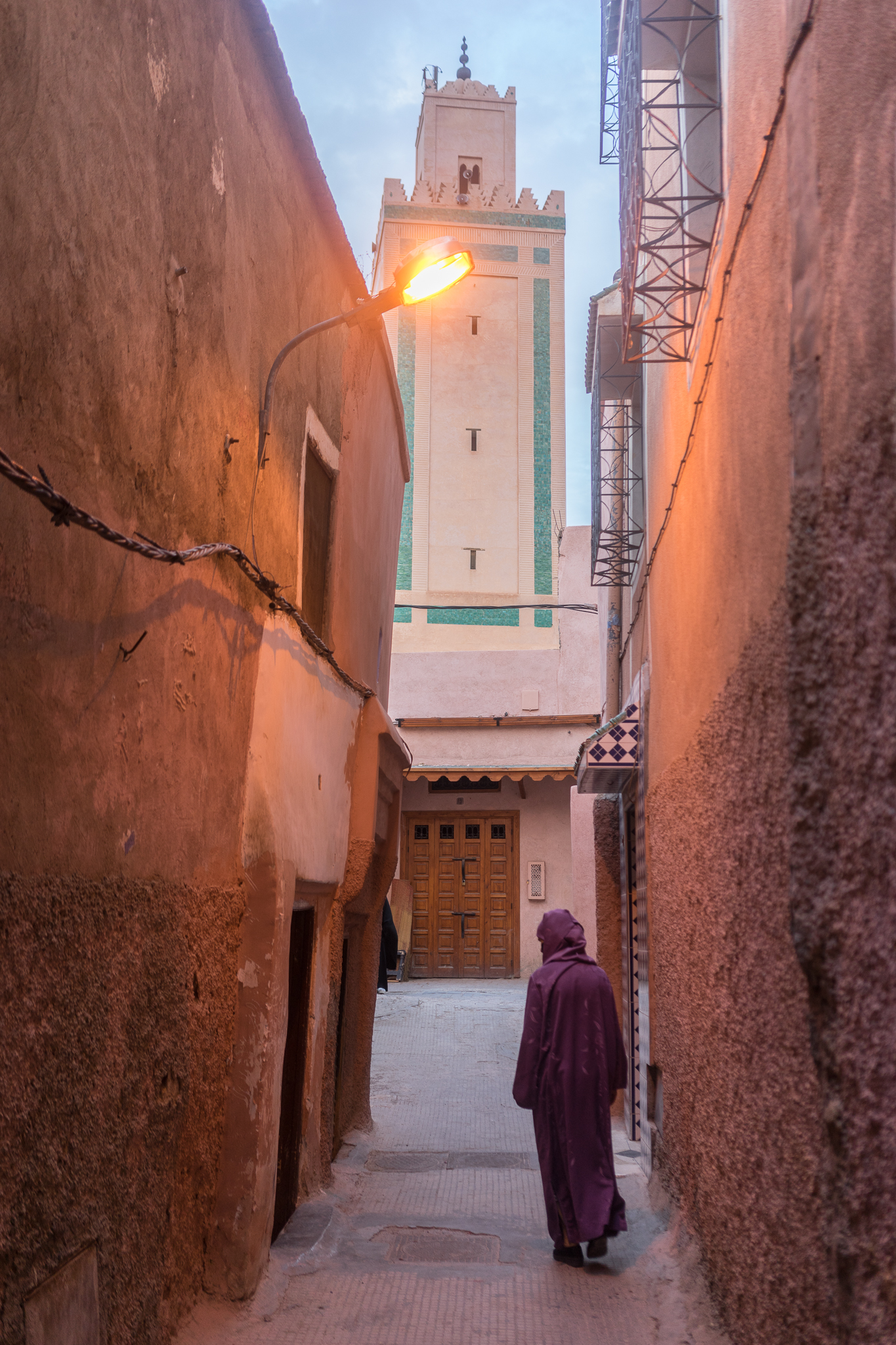
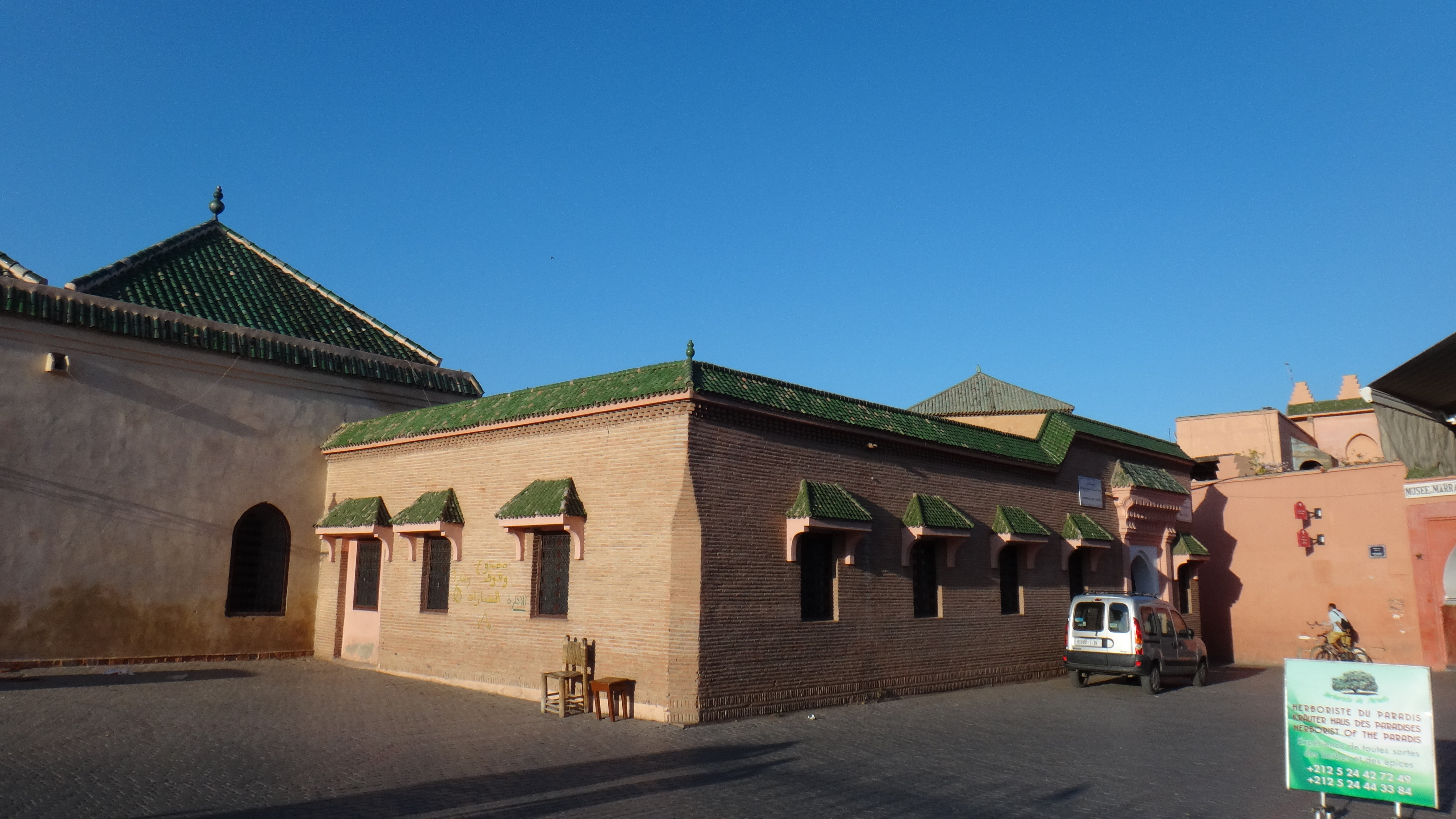
مسجد ابن يوسف
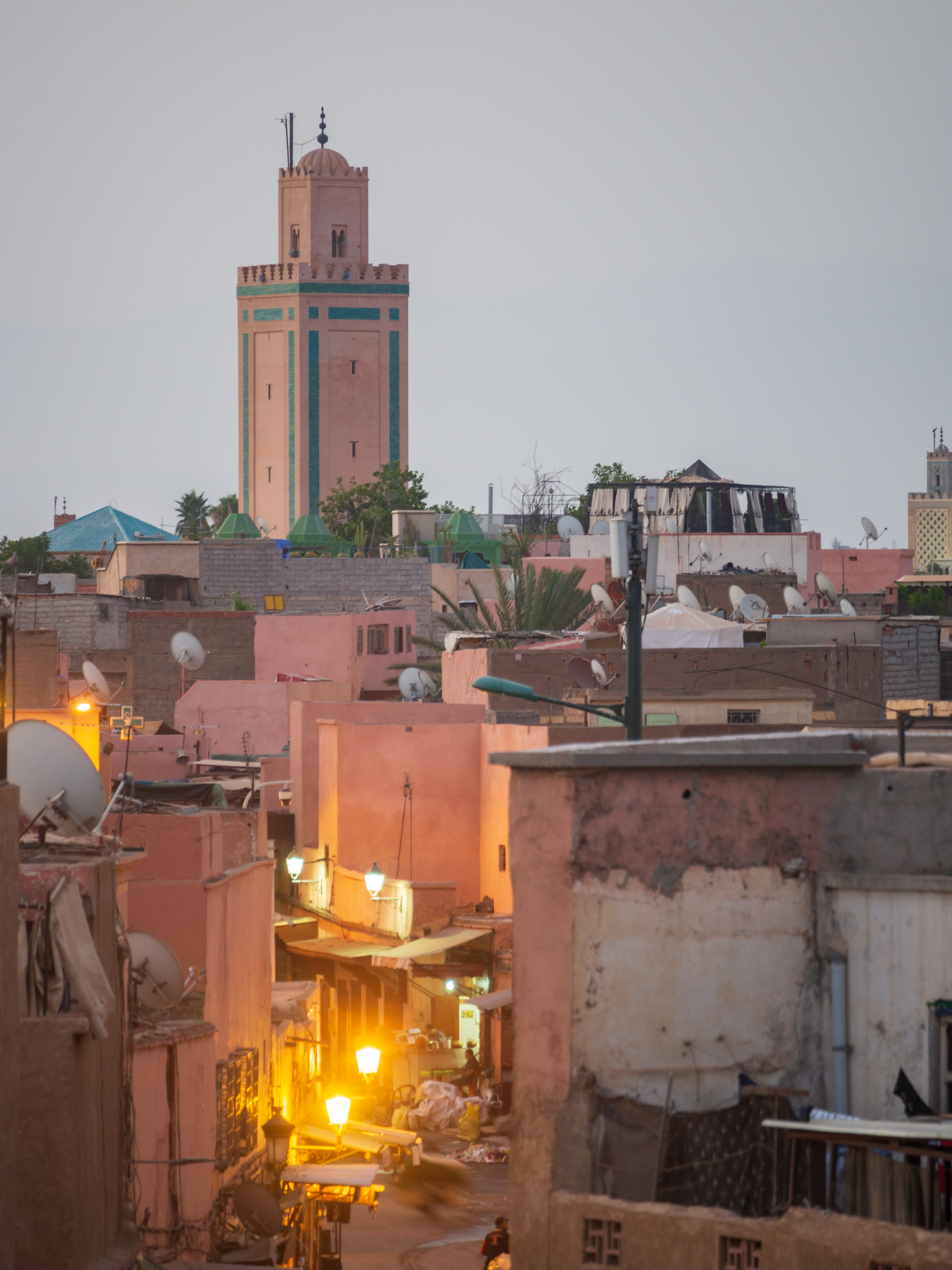
مسجد ابن يوسف